# International Musical Eisteddfod
Eisteddfod Gerddorol Ryngwladol är en årligen återkommande internationell körfestival, som hålls i lilla staden Llangollen i norra Wales, som startade 1946. Den pågår under en dryg vecka i juli varje år, och körer från många länder uppträder och tävlar i olika klasser. Tidigare hette festivalen Eisteddfod Gydwladol Gerddorol, vilket är att märka. Både 'cydwladol' och 'rwyngwladol' kan översättas med 'internationell', men har lite olika bibetydelse: 'Cydwladol' betyder 'för alla länder', medan 'rwyngwladol' snarare betyder 'mellan länderna'.
För inkvartering av de gästande körerna engageras även befolkningen i närliggande orter, t.ex. även bortom Wrexham. Utländska körer som fått förmånen att bli antagna, har fritt uppehälle från det de anländer till London.